# 트랜스남성

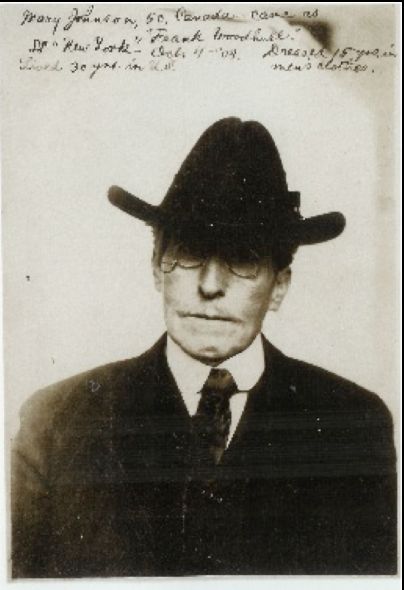

트랜스남성(transman)란 출생 지정 성별이 여성이나 남성의 성 정체성을 가진 트랜스젠더이다. 트랜스젠더 남성은 트랜스섹슈얼 남성과 일대일 대응하는 말이 아니다. 트랜스남성의 성적 지향은 대체적으로 이성애자(여성에게 이끌림)이나 동성애자, 양성애자, 무성애자 등인 트랜스남성도 있다. 또한 기존의 성적 지향 분류를 거부하는 논바이너리 트랜스남성도 있다. 대한민국에서의 병역법은 제2국민역 처분을 받는다.

## 개관
"지정된 성"(Assigned sex)이란 아기가 태어났을 때, 그 생식기의 모습에 따라 정해지는 성이다.
"성 정체성"(Gender identity)이란 어떤 사람이 개인적으로 생각하는 자기 자신의 사회적 성별(gender)이다. 이것은 태어났을 때 정해지는 생물학적 성별(sex)과 다를 수 있다.
"성전환"(Transition)이란 그 사람이 스스로를 규정하는 젠더와 일치하는 사회적 개인적 정체성을 찾아가는 과정이며, 이 과정에서 의료 행위(호르몬 치료 또는 성전환 수술 등), 공문서 변경(성별정정 등), 개인적 표출(의복, 장신구, 목소리 등)들이 있을 수도 있고 없을 수도 있다.
트랜스젠더 남성은 성 정체성 장애를 경험하며, 자신의 성 정체성과 생물학적 성별의 불일치, 그리고 또는 사회적으로 부여되는 성역할, 1차 및 2차 성징으로 인해 심각한 고통과 불편을 겪을 수 있다. 그나마 사회적으로 남성이 여성 복장을 하는 것보다 여성이 남성 복장을 하는 것이 상대적으로 눈에 덜 띄기 때문에 트랜스여성에 비해 트랜스포비아와 차별에 노출될 빈도가 적지만, 여성으로서 남성 복장을 하는 것과 남성으로서 남성 복장을 하는 것은 다르기 때문에 크로스드레서와 다르게 젠더 디스포리아를 겪게 된다.

## 같이 보기
- 트랜스여성
- 트랜스젠더 인물 목록